# Detroit Gems 1946-1947
La stagione 1946-47 dei Detroit Gems fu la 1ª nella National Basketball League per la franchigia, che al termine della stagione venne trasferita a Minneapolis ed acquisì la denominazione "Minneapolis Lakers" (in seguito Los Angeles Lakers).
Proprietari dei Gems erano l'uomo d'affari C. "King" Boring e il gioielliere Maurice M. Winston. La squadra disputava le partite interne presso la Lincoln High School di Ferndale in Michigan.

## Risultati
I Gems chiusero la stagione con 4 vittorie e 40 sconfitte non qualificandosi per i play-off.

## Roster
|  | Naz.                   | Ruolo | Sportivo        | Anno | Alt. | Peso |  |
|  | ---------------------- | ----- | --------------- | ---- | ---- | ---- |  |
|  | Stati Uniti (bandiera) | AC    | Dave Latter     | 1922 | 198  | 95   |  |
|  | Stati Uniti (bandiera) | G     | Fred Campbell   | 1920 | 180  | 79   |  |
|  | Stati Uniti (bandiera) | G     | Charles Perry   | 1921 | 195  | 81   |  |
|  | Stati Uniti (bandiera) | GA    | Del Loranger    | 1920 | 191  | 79   |  |
|  | Stati Uniti (bandiera) | A     | Connie O'Connor | 1923 | 185  |      |  |
|  | Stati Uniti (bandiera) | AC    | Tom Meyer       | 1922 | 193  | 97   |  |
|  | Stati Uniti (bandiera) | GA    | Paul Juntunen   | 1921 | 185  | 82   |  |
|  | Stati Uniti (bandiera) | AC    | Herb Scheffler  | 1917 | 193  | 100  |  |
|  | Stati Uniti (bandiera) | GA    | Howie McCarty   | 1919 | 188  | 86   |  |
|  | Stati Uniti (bandiera) | G     | Willie King     | 1915 | 170  |      |  |
|  | Stati Uniti (bandiera) | C     | Bob Dykstra     | 1922 | 206  | 104  |  |
|  | Stati Uniti (bandiera) | G     | Vaughn Waddell  | 1910 | 185  | 86   |  |
|  | Stati Uniti (bandiera) | GA    | Chuck Hawley    | 1915 | 191  | 88   |  |
|  | Stati Uniti (bandiera) | G     | Frank Sabo      | 1922 | 185  | 86   |  |
|  | Stati Uniti (bandiera) | GA    | Eddie Parry     | 1918 | 185  | 79   |  |
|  | Stati Uniti (bandiera) | GA    | Pat Rooney      | 1925 | 191  |      |  |
|  | Stati Uniti (bandiera) | A     | Frank Mekules   | 1918 | 193  | 99   |  |
|  | Stati Uniti (bandiera) | A     | Walt Czarnecki  | 1916 | 198  | 98   |  |
|  | Stati Uniti (bandiera) | G     | Curt Henderson  | 1917 | 173  | 68   |  |

## Staff tecnico
Allenatori:
- Joel Mason[1] fino al gennaio 1947[2].
- Fred Campbell: allenatore-giocatore dal gennaio 1947[2].